# 鳳梨汁

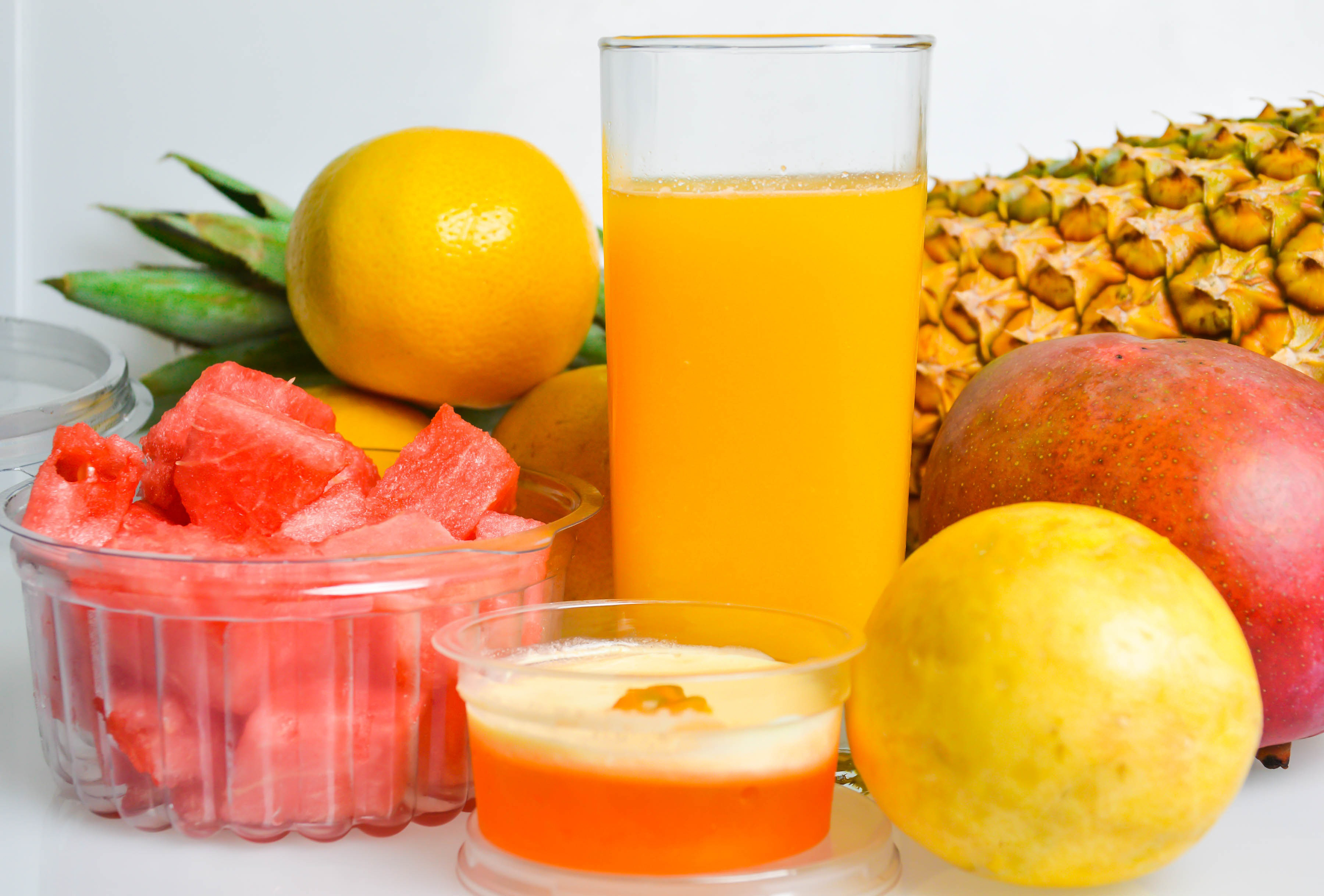
黄梨汁

一杯菠蘿汁

鳳梨汁是由鳳梨果肉榨出的果汁。在制造过程中，黄梨汁通常是罐装的。
它可直接饮用，也可以混合成冰沙、鸡尾酒、烹饪风味和嫩肉剂。黄梨汁也是凤梨可乐达和tepache的主要成分。

## 生产
黄梨汁是由成熟的黄梨制成的。在榨汁前要清洗黄梨，使用刷子和喷雾清洁机去除污渍、瑕疵和农药残留。清洗干净后，将黄梨放入黄梨去皮榨汁机中，获得果肉，再放入螺旋榨汁机中。然后，使用果汁精细过滤器去除黄梨汁中的所有固体、纤维和胶体颗粒。
黄梨汁粉末是由黄梨汁喷雾干燥于木薯根淀粉的麦芽糊精上并使其干燥而成的。

## 烹饪
黄梨汁可用于派、蛋糕、玛芬、司康饼、酸辣酱、果酱、辣豆酱、糖果、酱汁和浓汤。它也用于腌泡鸡和鱼。

## 市场
2016年，欧盟消费了50%的黄梨汁。荷兰是2016年欧洲最大的菠萝汁进口商。泰国和哥斯达黎加则是2016年欧盟市场的主要供应国。2017年，黄梨汁消费量最多的国家是泰国、印度尼西亚和菲律宾，合计消费量占世界总量的47%。 与它们的人口相比，中国和印度的黄梨汁消费量较低。

## 饮料
Tepache是由黄梨的皮和核、甘蔗和肉桂制成的。凤梨可乐达是一种鸡尾酒，由兰姆酒、椰浆和黄梨汁组成。

## 扩展阅读
- Carneiro, Lucia; Dos Santos Sa, Iralla; Dos Santos Gomes, Flávia; Matta, Virginia Martins; Cabral, Lourdes Maria Corrêa. . Desalination. September 10, 2002, 148 (1–3): 93–98. ISSN 0011-9164. doi:10.1016/S0011-9164(02)00659-8.
- Sreenath, Hassan K.; Sudarshanakrishna, Kadambi R.; Santhanam, Krishnaswamy. . Journal of Fermentation and Bioengineering. December 1, 1993, 78 (6): 486–488. ISSN 0922-338X. doi:10.1016/0922-338X(94)90054-X.
- Braddock, R.J.; Marcy, J.E. . Journal of Food Science (Wiley). 1985, 50 (6): 1636–1639. ISSN 0022-1147. doi:10.1111/j.1365-2621.1985.tb10552.x.